# Eleição municipal de Santa Rita em 2000
As eleições municipais de 2000 em Santa Rita, no estado da Paraíba, assim como nas demais cidades brasileiras, ocorreu em 1 de outubro de 2000, elegendo um prefeito, um vice-prefeito e 19 vereadores.
Disputada em turno único, a eleição teve como vencedor o então prefeito e candidato à reeleição Severino Maroja, do PMDB, que obteve 24.144 votos (50,97%), enquanto seu oponente mais próximo, Reginaldo Pereira (PFL), recebeu 20.727. Ceslau Gadelha, do PPS, ficou na terceira posição, com apenas 2.502 votos. Houve ainda 1.754 votos brancos e 5.173 nulos.
O vereador mais votado foi Anésio Miranda, do PMDB, que recebeu 1.149 votos.

## Candidatos a prefeito
|  | Nº | Candidato(a) a prefeito | Candidato(a) a prefeito                            | Candidato(a) a vice-prefeito | Candidato(a) a vice-prefeito                                  | Coligação |
|  | -- | ----------------------- | -------------------------------------------------- | ---------------------------- | ------------------------------------------------------------- | --- |
|  | 15 |                         | Maroja (PMDB) Severino Maroja                      |                              | Zé de Ule (PDT) José Lins de Albuquerque                      | "União Democrática de Santa Rita" - Partido do Movimento Democrático Brasileiro (PMDB) - Partido Trabalhista Brasileiro (PTB) - Partido Social Democrata Cristão (PSDC) - Partido Social Liberal (PSL) - Partido Republicano Progressista (PRP) - Partido Socialista Brasileiro (PSB) - Partido Liberal (PL) |
|  | 23 |                         | Ceslau Gadelha (PPS) Ceslau da Costa Gadelha Filho |                              | Severino Leôncio (PT) Severino Leôncio do Nascimento Sobrinho | "Frente Popular sem Ódio e sem Medo'" - Partido Popular Socialista (PPS) - Partido dos Trabalhadores (PT) |
|  | 25 |                         | Reginaldo Pereira (PFL) Reginaldo Pereira da Costa |                              | Creuza Maria Creuza Maria da Silva                            | "'Frente Liberal" - Partido da Frente Liberal (PFL) - Partido da Social Democracia Brasileira (PSDB) |

## Coligações proporcionais
| Coligação                          | Partidos            |
| ---------------------------------- | ------------------- |
| Coligação PSL-PSDC                 | PSL e PSDC          |
| União Social e Progresso           | PSB e PRP           |
| Frente Cristã Trabalhista          | PDT e PSC           |
| Frente Liberal                     | PSDB e PFL          |
| Frente Popular sem Ódio e sem Medo | PPS e PT            |
| Sem coligação                      | PMDB, PL, PTB e PPB |

## Resultados
| 1º Turno 3 de outubro de 2004 | 1º Turno 3 de outubro de 2004 | 1º Turno 3 de outubro de 2004 | 1º Turno 3 de outubro de 2004 |
| Candidato(a)                  | Vice                          | Votação                       | Votação                       |
| Candidato(a)                  | Vice                          | Total                         | Porcentagem                   |
| ----------------------------- | ----------------------------- | ----------------------------- | ----------------------------- |
| Severino Maroja (PMDB)        | Zé de Ule (PTB)               | 24.144                        | 50,97%                        |
| Reginaldo Pereira (PFL)       | Creuza Maria                  | 20.727                        | 43,75%                        |
| Ceslau Gadelha (PPS)          | Severino Leôncio (PT)         | 2.502                         | 5,28%                         |
| Total de votos válidos        | Total de votos válidos        | 60.223                        | 100,00%                       |
| Votos apurados                |                               |                               |                               |
| Votos válidos                 | Votos válidos                 | 47,373                        |                               |
| Votos em branco               | Votos em branco               | 1.754                         |                               |
| Votos nulos                   | Votos nulos                   | 5.173                         |                               |
| Total de votos apurados       | Total de votos apurados       | 54.300                        | 100,00%                       |
| Eleitores                     |                               |                               |                               |
| Comparecimento                |                               |                               |                               |
| Abstenções                    | Abstenções                    | 11.432                        | 17,39%                        |
| Total de eleitores            | Total de eleitores            | 65.732                        |                               |

## Vereadores eleitos
| Candidato eleito       | Partido | Votação | Porcentagem | Cidade onde nasceu     | Unidade federativa |
| Anésio Miranda         | PMDB    | 1.149   | 2,26%       | Santa Rita             | Paraíba            |
| Cicinha                | PMDB    | 1.114   | 2,19%       | São Mamede             | Paraíba            |
| Clóvis                 | PSDB    | 916     | 1,80%       | Santa Rita             | Paraíba            |
| Waldecir Souza (Bebé)  | PMDB    | 864     | 1,70%       | Mamanguape             | Paraíba            |
| Irene                  | PFL     | 894     | 1,64%       | João Pessoa            | Paraíba            |
| Dr. Eduardo Lins       | PTB     | 831     | 1,63%       | Santa Rita             | Paraíba            |
| Lala                   | PFL     | 752     | 1,48%       | Santa Rita             | Paraíba            |
| Severino Alves (Pinto) | PMDB    | 747     | 1,47%       | João Pessoa            | Paraíba            |
| Dr. Djalma             | PSL     | 688     | 1,35%       | João Pessoa            | Paraíba            |
| Morais                 | PFL     | 683     | 1,34%       | Cruz do Espírito Santo | Paraíba            |
| Sebastião Bastos       | PT      | 673     | 1,32%       | Aroeiras               | Paraíba            |
| Dorivaldo Pereira      | PSDB    | 672     | 1,32%       | Itambé                 | Pernambuco         |
| Adelson                | PTB     | 662     | 1,30%       | Santa Rita             | Paraíba            |
| Irmão Pereira          | PSB     | 641     | 1,26%       | Gurinhém               | Paraíba            |
| Finha                  | PSL     | 662     | 1,30%       | Santa Rita             | Paraíba            |
| Manoel Motorista       | PSL     | 550     | 1,08%       | Caiçara                | Paraíba            |
| Vicência               | PL      | 512     | 1%          | João Pessoa            | Paraíba            |
| Walter Pato            | PL      | 502     | 0,99%       | Rio Tinto              | Paraíba            |